# Réglementation routière en Europe
La réglementation routière en Europe concerne tous les aspects du transport et s'impose aux États membres comme une véritable législation supranationale. Compte tenu de l'importance du transport routier dans l'activité économique et la vie des citoyens, et notamment des problèmes de sécurité et de concurrence, elle est relativement fournie.
Elle concerne autant le transport professionnel que les déplacements privés.
Dans le cadre du marché unique, le cadre réglementaire relatif aux véhicules neufs mis sur le marché est définie au niveau européen.

## Codification
La législation de l'Union européenne ne fait pas apparaître un code de la route à proprement parler.
Le répertoire de la législation de l'Union européenne en vigueur contient bien une branche « 07 Politique des transports », « 07.20 Transports terrestres », mais cette législation combine l'ensemble des transports terrestres, qu'ils soient ferroviaires ou routiers, et les aborde sous l'angle des services de transport.
La législation européenne traite tout de même de certains aspects de la sécurité routière.
La position (UE) no 8/2011 du Conseil, en vue de l'adoption d'une directive du Parlement européen, et du Conseil facilitant l'échange transfrontalier d'informations concernant les infractions en matière de sécurité routière adoptée par le Conseil le 17 mars 2011 est ainsi classée dans la branche « 16.20 Science, information, éducation, culture » / Diffusion de l'information du répertoire de la législation de l'Union européenne.
La résolution du Parlement européen sur le « Programme d'action européen pour la sécurité routière » : « Réduire de moitié le nombre de victimes de la route dans l'Union européenne d'ici 2010 : une responsabilité partagée (2004/2162(INI)), n'est pas classée dans le répertoire de la législation de l'Union européenne ».

## Transport professionnel

### Marchandises
- Accès à la profession
- Réglementation sociale européenne
- Fiscalité
- Restrictions de circulation

### Voyageurs
- Autocars et autobus : conditions d'exercice de la profession

## Sécurité routière
- Contrôle technique des véhicules automobiles en France
- Contrôle de l'alcoolémie
- Permis de conduire
- Permis de conduire européen

### Sécurité des véhicules
Dans l'union européenne, un ensemble de directives de l'UE et de réglementations du CEE-ONU réglementent les standards des véhicules.

## Environnement
- Normes en matière d'émission polluantes
- Utilisation des biocarburants

## Différences nationales dans l'UE
Le Comité économique et social européen s'est intéressé aux différences nationales dans l'UE, ce qui l'a conduit à adopter un avis par 147 voix pour, 1 voix contre et 3 abstentions.
Cet avis est modifé par le cadre juridique de l'UE, notamment, la libre circulation des personnes, la convention de Schengen, la compétence de l'UE dans les transports (politique commune).
Les différences existent sur des sujets comme:
- Vitesse maximale hors agglomération, sur les routes où existe une séparation physique entre les sens de circulation
- Alcoolémie (Différence entre le Royaume-Uni et la Slovénie)
- Obligation d'équiper les véhicules légers de trousses de premier secours (en Grèce mais pas en France)
- Feu rouge + orange pour préparer le redémarrage du véhicule (au Danemark, mais pas aux Pays-Bas)
- Obligation de concéder la priorité aux cyclistes engagés dans un rond-point (en Allemagne mais pas au Portugal)
- Obligation d'allumer les feux pendant la journée en dehors des agglomérations (Italie mais pas Luxembourg)
- Signal d'interdiction de stationnement (Fond blanc e Irlande, mais bleu dans le reste de l'UE)
- Interdiction pour les passagers de quitter le véhicule du côté d'une voie de circulation (au Portugal mais pas en Italie)[3].